# Imperial Chemical Industries
Imperial Chemical Industries (ICI) var ett ledande brittiskt kemiföretag som bildades 1926 och som sedan 2008 är ett dotterbolag till nederländska Akzo Nobel. ICI är också ursprunget till det tidigare läkemedelsföretaget Zeneca, som 1999 bildade Astra Zeneca genom en fusion med Astra.
Under sin tid som självständigt företag hade ICI sitt huvudkontor i Millbank, London, var börsnoterat och ingick i de brittiska börsindexen FT 30 och FTSE 100.

## Historik
ICI bildades i december 1926 genom sammanslagning av fyra företag: Brunner Mond, Nobel Explosives, United Alkali Company och British Dyestuffs Corporation. En anledning till sammanslagningen var att bättre kunna konkurrera med amerikanska DuPont och tyska IG Farben.
Vid bildandet omfattade produktionen bland annat sprängämnen, konstgödsel, insekticider, färgämnen, icke-järnmetaller och målarfärger. Från slutet av 1920- till början av 1940-talen spelade ICI en viktig roll vid utvecklingen av nya kemiska produkter, inte minst nya plastmaterial och andra polymerbaserade produkter. Nämnas kan färgämnet ftalocyanin (1929), akrylplasten Perspex (1932), de alkydbaserade Dulux-färgerna (1932, samutvecklade med DuPont), polyeten (1937), polyetentereftalatfibern Terylen (1941) och Ardil (1944).
Under 1940- och 1950-talen gick ICI även in i läkemedelsindustrin och utvecklade därefter ett antal produkter inklusive malarialäkemedlet Paludrine (1940-talet), anestesiläkemedlet halotan (1951), pesticiden Gramoxone (1962), betablockeraren Inderal (1965), rodenticiden brodifacoum (1974) och cancerläkemedlet tamoxifen (1978). Läkemedelsdivisionen bildade ICI Pharmaceuticals 1957. Hela ICI:s verksamhet inom läkemedel och biovetenskap övergick 1993 i ett separat företag, Zeneca Group, som 1999 fusionerade med Astra AB till Astra Zeneca.
1991 sålde ICI sin jordbrukskemiska verksamhet till Norsk Hydro.
1997 köpte ICI National Starch & Chemical, som var Unilevers specialkemikalieverksamhet, och senare samma år köptes den schweiziska färgtillverkaren Rutz & Huber. Vid denna tid sålde ICI också av flera enheter som tillverkare kemikalier i bulk, inklusive polyesterverksamheten, som såldes till DuPont, medan ICI Australia såldes av och bildade Orica.